# Liana Maria Petruțiu
Liana Maria Petruțiu (n. 4 august 1940, Cluj-Napoca – d. 9 martie 2023) a fost o regizoare de film de animație, scenaristă, graficiană și scenografă, care a avut o contribuție substanțială la cinematografia românească. 

## Biografie
Liana Maria Petruțiu a absolvit Institutul de Arte Plastice „Nicolae Grigorescu” în 1965 și și-a dedicat întreaga viață profesională Studioului „Animafilm”, devenind unul dintre membri activi ai Uniunii Cineaștilor din România (UCIN). Unele filme sunt semnate Liana Petruțiu Ghigorț.
Într-o perioadă prolifică, între 1967 și 1990, Liana Maria Petruțiu a realizat și a semnat numeroase filme de animație, între care se numără Hai la circ!, Punguța cu doi bani, Minunea (co-regizată cu Titus Mesaroș), La margine de drum, Cartea cu guturai, Plimbare în lună și Planeta fricoșilor, reflectând diversitatea și evoluția limbajului animației românești..
Pentru filmul Cumpătare (1985), Liana Maria Petruțiu a fost distinsă cu premiul pentru grafică, o recunoaștere în domeniul artei vizuale aplicate animației.
Opera sa este adesea contextualizată în istorii critice ale animației românești, alăturându-se unor personalități de marcă precum Ion Popescu‑Gopo, Nell Cobar, Mihai Bădică, Luminița Cazacu și alții, contribuind la afirmarea studioului „Animafilm” ca principală instituție în domeniu între anii 1960–1990. 

## Premii și distincții
- 1970 – Premiu ACIN pentru Domnul Goe
- 1972 – Premiu ACIN pentru Cine știe să cânte
- 1977 – Premiu ACIN pentru plastica filmului Să ne jucăm de-a Terra
- 1986 – Premiu ACIN pentru plastica filmului Racheta cosmică
- 1988 – Premiu ACIN pentru plastica filmului Plimbare în lună
- 1990 – Premiu UCIN pentru plastica filmului Planeta fricoșilor
- 1992 – Premiu UCIN pentru plastica filmului Amintiri din Andersen
- 1994–1995 – Premiu UCIN pentru plastica filmului Oglinda

## Filmografie[5][6]
- 1967 - Hai la circ!
- 1968 - Băiatul și porumbelul
- 1969 - Fata babei și fata moșului
- 1970 - Domnul Goe
- 1971 - Cine știe să cânte
- 1973 – Ghicitori
- 1974 - Poveste cu buline
- 1975 - Punguța cu doi bani
- 1976 - Minunea, co-regie cu Titus Mesaroș
- 1978 - Să ne jucăm de-a Terra
- 1981 - Călătorie în plantă
- 1982 - Povestea micului cuc; Cine a găsit vise frumoase?

- 1983 - Povestea lenei
- 1985 - La margine de drum; Cumpătare
- 1986 - Racheta cosmică (ep. din seria Vreau să știu)
- 1987 - Cartea cu guturai; Otilia
- 1988 - Plimbare în lună
- 1989 - Planeta certăreților; Planeta războinicilor
- 1990 - Planeta fricoșilor